# 장폴 벨몽도
장폴 벨몽도(프랑스어: Jean-Paul Belmondo, 1933년 4월 9일~2021년 9월 6일)는 프랑스의 배우이다. 누벨 바그의 대표적인 배우 중 한 명으로, 장뤽 고다르의 장편 데뷔작 《네 멋대로 해라》의 주인공으로 전 세계적으로 잘 알려져있다. 권투선수 지망생 출신으로서, 스티브 매퀸이나 성룡처럼 대역없이 스턴트 연기를 직접 하는 배우로 잘 알려져 있다.

## 출연작
- 《네 멋대로 해라》(À bout de souffle, 1960년), 장뤽 고다르 감독
- 《두 여인》(La ciociara, 1960년), 비토리오 데 시카 감독
- 《레옹 모랭, 신부》(Leon Morin, Priest, 1961년), 장피에르 멜빌 감독
- 《여자는 여자다》(Une femme est une femme, 1961년), 장뤽 고다르 감독
- 《밀고자》(Le Doulos, 1962년), 장피에르 멜빌 감독
- 《리오의 사나이》(L'Homme de Rio, 1963년)
- 《미치광이 삐에로》(Pierrot le Fou, 1965년), 장뤼크 고다르 감독
- 《파리는 불타고 있는가》(Paris brûle-t-il?, 1966년), 르네 클레망 감독, 모리스 자르 음악
- 《에메랄드 강도사건》(Le Casse, 1971년): 아자드 역, 앙리 베르뇌유 감독, 엔니오 모리코네 음악
- 《들판을 달리는 산토끼》(La Course Du Lievre A Travers Les Champs, 1972년), 르네 클레망 감독, 프랑시스 레 음악
- 《암살자》(La Scoumoune, 1972년), 호세 지오반니 감독
- 《밤의 추적자》(Peur Sur La Ville, 1975년), 르텔리에 역, 앙리 베르뇌유 감독, 엔니오 모리코네 음악
- 《의문의 그림자》(Flic ou Voyou, 1979년)
- 《프로페셔널》(Le Professionnel, 1981년): 조슬랭 보몽 역
- 《아웃사이더》(Le Marginal, 1983년): 필리프 조르당 역, 자크 드레이 감독, 엔니오 모리코네 음악
- 《시몽 시네마의 101의 밤》(Les cent et une nuits de Simon Cinéma, 1995년): 아녜스 바르다 감독
- 《레 미제라블》(Les Misérables, 1995년): 장 발장/앙리 부자 역, 클로드 를루슈 감독

## 같이 보기
- 프랑스 영화